# Mittlere Havelniederung
Mittlere Havelniederung este o arie protejată (arie de protecție specială avifaunistică — SPA) din Germania întinsă pe o suprafață de 25.023,77 ha, integral pe uscat.

## Localizare
Centrul sitului Mittlere Havelniederung este situat la coordonatele 52°26′14″N 12°35′35″E / 52.4372°N 12.5931°E.

## Înființare
Situl Mittlere Havelniederung a fost declarat arie de protecție specială avifaunistică în iunie 2004 pentru a proteja 112 specii de animale.

## Biodiversitate
Situată în ecoregiunea continentală, aria protejată nu include niciun habitat protejat.
La baza desemnării sitului se află mai multe specii protejate de  păsări (112): lăcar-de-lac (Acrocephalus scirpaceus), fluierar de munte (Actitis hypoleucos), minunița (Aegolius funereus), pescăruș albastru (Alcedo atthis), rață sulițar (Anas acuta), rață lingurar (Anas clypeata), rață mică (Anas crecca crecca), rață fluierătoare (Anas penelope), Anas platyrhynchos platyrhynchos, rață cârâitoare (Anas querquedula), Anas strepera strepera, Anser albifrons albifrons, gâscă cenușie (Anser anser), gâscă cu cioc scurt (Anser brachyrhynchus), gârliță mică (Anser erythropus), Anser fabalis fabalis, Anser fabalis rossicus, fâsă-de-câmp (Anthus campestris), Ardea cinerea cinerea, ciuf de câmp (Asio flammeus), rață-cu-cap-castaniu (Aythya ferina), rața moțată (Aythya fuligula), Aythya marila, rață roșie (Aythya nyroca), buhai de baltă (Botaurus stellaris stellaris), Branta bernicla bernicla, Branta leucopsis, gâsca cu piept roșu (Branta ruficollis), buha (Bubo bubo), Bucephala clangula, fugaci de țărm (Calidris alpina), fugaci roșcat (Calidris ferruginea), fugaci mic (Calidris minuta), fugaci pitic (Calidris temminckii), caprimulg (Caprimulgus europaeus), Charadrius dubius curonicus, prundaș gulerat mare (Charadrius hiaticula), chirighiță neagră (Chlidonias niger), barză albă (Ciconia ciconia ciconia), barză neagră (Ciconia nigra), erete de stuf (Circus aeruginosus), erete vânăt (Circus cyaneus), erete cenușiu (Circus pygargus), cristeiul de câmp (Crex crex), Cygnus columbianus bewickii, lebădă de iarnă (Cygnus cygnus), lebădă de vară (Cygnus olor), ciocănitoarea de stejar (Dendrocopos medius), ciocănitoare neagră (Dryocopus martius), egretă albă (Egretta alba), presură de grădină (Emberiza hortulana), șoim de iarnă (Falco columbarius), Falco peregrinus peregrinus, șoimul rândunelelor (Falco subbuteo), muscar (Ficedula parva), Fulica atra atra, becațină comună (Gallinago gallinago), Gallinula chloropus chloropus, Gavia arctica arctica, Grus grus grus, scoicar (Haematopus ostralegus), codalb (Haliaeetus albicilla), Ixobrychus minutus minutus, sfrâncioc roșiatic (Lanius collurio), sfrâncioc mare (Lanius excubitor excubitor), Larus argentatus, pescăruș sur (Larus canus), Larus marinus, pescăruș mic (Larus minutus), pescăruș râzător (Larus ridibundus), Limosa limosa limosa, grelușel-de-zăvoi (Locustella luscinioides), ciocârlie de pădure (Lullula arborea), filomelă (Luscinia luscinia), privighetoare (Luscinia megarhynchos), Luscinia svecica cyanecula, Melanitta fusca fusca, ferestraș mic (Mergus albellus), Mergus merganser merganser, Mergus serrator, gaia neagră (Milvus migrans), gaia roșie (Milvus milvus), Numenius arquata arquata, Numenius phaeopus, dropie (Otis tarda), vultur pescar (Pandion haliaetus), viespar (Pernis apivorus), cormoran mare (Phalacrocorax carbo carbo), Phalacrocorax carbo sinensis, bătăuș (Philomachus pugnax), ploier auriu (Pluvialis apricaria), ploier argintiu (Pluvialis squatarola), Podiceps cristatus cristatus, Podiceps grisegena grisegena, Podiceps nigricollis nigricollis, Porzana parva parva, cresteț pestriț (Porzana porzana), Rallus aquaticus aquaticus, lăstun de mal (Riparia riparia), mărăcinar (Saxicola rubetra), sitar de pădure (Scolopax rusticola), chiră de baltă (Sterna hirundo), silvie porumbacă (Sylvia nisoria), Tachybaptus ruficollis ruficollis, călifar alb (Tadorna tadorna), fluierar negru (Tringa erythropus), fluierar de mlaștină (Tringa glareola), fluierar cu picioare verzi (Tringa nebularia), fluierarul de zăvoi (Tringa ochropus), fluierarul cu picioare roșii (Tringa totanus), pupăză (Upupa epops), nagâț (Vanellus vanellus).